# Groningen Giants
I Groningen Giants sono una squadra di football americano di Groninga, nei Paesi Bassi.

## Storia
La squadra è stata fondata nel 1999 ed è arrivata due volte in finale di GFL International Atlantic Cup.

## Dettaglio stagioni

### Tornei nazionali

#### Campionato

##### Eredivisie
| Stagione | regular season | regular season | regular season | regular season | regular season | regular season | playoff | playoff | playoff | playoff | playoff | playoff   | playoff    |
|          | Vin            | Par            | Per            | Tot            | PF             | PS             | Vin     | Per     | Tot     | PF      | PS      | risultato | avversaria |
| -------- | -------------- | -------------- | -------------- | -------------- | -------------- | -------------- | ------- | ------- | ------- | ------- | ------- | --------- | ---------- |
| 2016     | 2              | 0              | 6              | 8              | 90             | 124            | -       | -       | -       | -       | -       | -         | -          |
| 2017     | 3              | 0              | 5              | 8              | 120            | 233            | -       | -       | -       | -       | -       | -         | -          |
| 2019     | 4              | 0              | 6              | 10             | 146            | 205            | -       | -       | -       | -       | -       | -         | -          |
| 2020     | 0              | 0              | 1              | 1              | 0              | 20             | -       | -       | -       | -       | -       | -         | -          |
| Totale   | 9              | 0              | 18             | 27             | 356            | 582            | -       | -       | -       | -       | -       |           |            |

Fonti: Enciclopedia del Football - A cura di Roberto Mezzetti

##### Eerste Divisie
| Stagione | regular season | regular season | regular season | regular season | regular season | regular season | playoff | playoff | playoff | playoff | playoff | playoff    | playoff              |
|          | Vin            | Par            | Per            | Tot            | PF             | PS             | Vin     | Per     | Tot     | PF      | PS      | risultato  | avversaria           |
| -------- | -------------- | -------------- | -------------- | -------------- | -------------- | -------------- | ------- | ------- | ------- | ------- | ------- | ---------- | -------------------- |
| 2018     | 8              | 0              | 2              | 10             | 212            | 68             | 0       | 1       | 1       | 14      | 27      | Semifinale | Den Haag Raiders '99 |
| Totale   | 8              | 0              | 2              | 10             | 212            | 68             | 0       | 1       | 1       | 14      | 27      |            |                      |

Fonti: Enciclopedia del Football - A cura di Roberto Mezzetti

### Tornei internazionali

#### GFLI Atlantic Cup
| Stagione | regular season | regular season | regular season | regular season | regular season | regular season | playoff | playoff | playoff | playoff | playoff | playoff   | playoff               |
|          | Vin            | Par            | Per            | Tot            | PF             | PS             | Vin     | Per     | Tot     | PF      | PS      | risultato | avversaria            |
| -------- | -------------- | -------------- | -------------- | -------------- | -------------- | -------------- | ------- | ------- | ------- | ------- | ------- | --------- | --------------------- |
| 2015     | -              | -              | -              | -              | -              | -              | 1       | 1       | 2       | 61      | 18      | Finale    | Belfast Trojans       |
| 2016     | -              | -              | -              | -              | -              | -              | 1       | 1       | 2       | 22      | 47      | Finale    | Brussels Black Angels |
| Totale   | -              | -              | -              | -              | -              | -              | 1       | 1       | 2       | 83      | 75      |           |                       |

Fonti: Sito Eurobowl.info Archiviato il 19 ottobre 2017 in Internet Archive.

### Riepilogo fasi finali disputate
| Anno              | Luogo     | Evento            | Fase del torneo | Incontro                                 | Risultato |
| 27 settembre 2015 | Groninga  | GFLI Atlantic Cup | Finale          | Belfast Trojans - Groningen Giants       | 26 - 7    |
| 25 settembre 2016 | Dudelange | GFLI Atlantic Cup | Finale          | Brussels Black Angels - Groningen Giants | 47 - 0    |
| 24 giugno 2018    |           | Eerste Divisie    | Semifinale      | Den Haag Raiders '99 - Groningen Giants  | 27 - 14   |

## Palmarès
- 1 Runners-Up Bowl (2015)
- 1 Derdte divisie (2001)